# Ràdio Barcelona

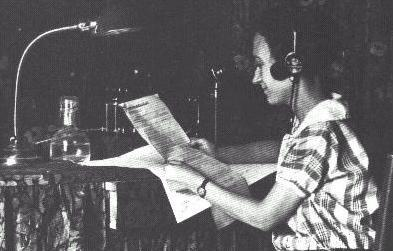
Maria Sabaté, primera veu de Ràdio Barcelona

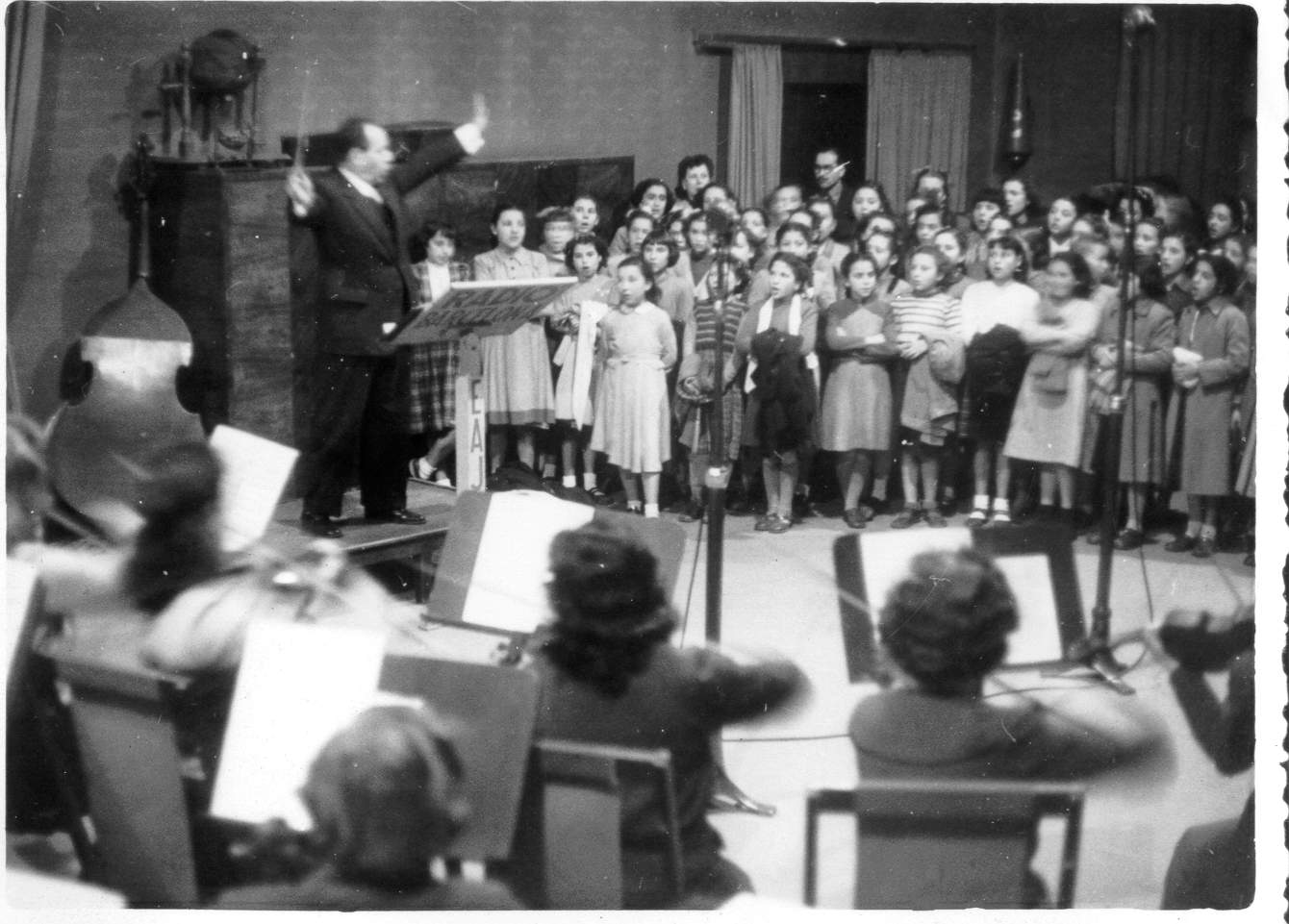
Joan Tomàs i Parés dirigint una emissió en directe a Ràdio Barcelona en la dècada de 1940

Ràdio Barcelona és l'emissora de ràdio més antiga dels Països Catalans i la primera amb llicència a l'Estat espanyol, inaugurada a Barcelona el 14 de novembre de 1924 pels membres de l'Associació Nacional de Radiodifusió. El seu indicatiu, EAJ-1, la distingia com la primera llicència atorgada a Espanya. Actualment pertany al conglomerat PRISA Radio i reemet les emissions de la cadena SER per la ciutat de Barcelona, a més de les emissions pròpies.
La sintonia de Radio Barcelona va ser composta per Frederic Mompou i posteriorment publicada amb el nom «Placide» (que també denominava «Simfonia blava») dins de la seua obra Música callada.

## Història
Al febrer de 1924, un grups d'empresaris d'electricitat i telegrafia creen l'Associació Nacional de Radiodifusió, formada per Josep Maria de Guillén-Garcia i Gómez, Royston Saint Noble, Eduard Rifà i Anglada, Eduard Solà i Guardiola i Pau Llorens, entre d'altres. Al febrer de 1924 es fa una sol·licitud per instal·lar l'estació emissora, la qual es concedeix el 14 de juliol. La emissora s'instal·la a l'hotel Colón, a la plaça Catalunya.
Es va encarregar el disseny i muntatge de l'emissora als germans Homero i Platón Texidó Sans, amb el suport de tècnics de la BBC. Homero Texidó va fer una estada d'uns mesos als Estats Units d'Amèrica a final dels anys 20, on va ser un dels tècnics que va participar en la primera emissió de TV pública mundial. L'emissora i l'antena estaven ubicades en el Empire State Building de Nova York. En tornar a Barcelona va exercir de director tècnic de RAC. El President Francesc Macià encarregà a Homero Texidó la creació d'una emissora de TV. Es va adquirir una emissora de TV i quan ja estava tot a punt per iniciar les emissions va esclatar la Guerra Civil.
Malgrat que la Direcció General de Comunicacions havia assignat a l'estació la referència EAJ-1 (codis referents a Espanya, telegrafia sense fils —AJ— i primera emissora autoritzada), realment no va ser la primera en emetre des d'Espanya, ja que Radio Ibérica ja emetia des de 1923 i Radio España va començar un dies abans.
Finalment, les proves d'emissió van arrencar el 10 d'octubre del 1924. L'èxit d'aquestes proves, junt amb la notificació oficial de la concessió el 12 de novembre, fa que les emissions regulars s'estrenin el 14 de novembre de 1924, a les 18:30h, amb Maria Sabaté i Cebado al micròfon, que posteriorment va cedir la paraula a Darius Rumeu, alcalde de Barcelona. Després dels discursos de les autoritats i la publicitat es va emetre un concert a càrrec del pianista Torné i el violoncel·lista Oró.
Les primeres emissions es van centrar principalment en música en directe, ja que tot i poder-la reproduir enregistrada amb un gramòfon, la seva reproducció introduïa soroll a la emissió. A més, l'ANR tenia la intenció d'emetre música i teatre des de les principals sales de la ciutat, però amb va trobar amb el boicot de les de teatre, les quals tenien por de perdre espectadors. Tot i això, van poder arribar a un acord amb el propietari del Liceu per emetre algunes òperes, començant el 8 de gener de 1928 amb l'obra Els mestres cantaires de Wagner.
Ràdio Barcelona aviat es convertí en una emissora molt popular, on hi participaven locutors com Josep Torres i Vilalta Toresky, creador del personatge infantil Míliu, un intent de catalanitzar l'emissora. Al març de 1925 es fa el primer programa de beneficència per ràdio per tal de recaptar aparells per a que els més necessitats es poguessin distreure amb la ràdio. El 16 de gener de 1926 signa un contracte amb la Societat d'Autors per tal de poder radiar el repertori musical de la societat cobrant els drets d'autor pertinents. El 20 de febrer de 1926 va traslladar els seus estudis de l'Hotel Colón al número 6 del carrer de Casp. El 10 de febrer d'aquest mateix any es va associar a Unión Radio (avui, Cadena SER), que la va comprar el 1929, i va ser anomenada Unión Radio Barcelona fins a la fi de la guerra civil. Ràdio Barcelona va ser la primera emissora de ràdio a emetre un partit del Barça, el 8 d'abril de 1928 i, cinquanta-dos anys més tard, el 5 de setembre de 1976, a fer-ho en català. El primer informatiu de Catalunya La Palabra arribà a Ràdio Barcelona l'any 1930.
Amb l'inici de la guerra civil espanyola la Generalitat s'apropia de Ràdio Barcelona i Ràdio Associació i crea la Comissaria de Radiodifusió, que depèn del Departament de Cultura. Més endavant, la Generalitat deroga el decret d'apropiació anterior, intervé les emissores i crea la Direcció General de Radiodifusió, que depèn del Departament de Presidència. Uns canvis que tenen com a objectiu controlar les emissions i centralitzar i coordinar millor l'activitat que realitzen les diverses conselleries a la ràdio. La ràdio és el mitjà utilitzat per alertar la població del perill de bombardeig o per explicar les accions de govern. Una activitat comunicativa que contribueix a fer que la guerra deixi de ser una cosa que es viu al front per implicar-hi tota la població.
La següent emissora que es va instal·lar a Barcelona, Ràdio Catalana EAJ-13, amb més potència en antena, va ser competidora en captar oients i publicitat fins que també va ser absorbida per Unión Radio.
Després de la guerra civil espanyola fou rebatejada unes setmanes Radio España 1 i totalment castellanitzada. Durant els anys cinquanta va retransmetre algunes obres de teatre en català i es va reintroduir el català a la programació mercès al locutor Enric Casademont, creador del personatge Pau Pi. També eren populars les cròniques diàries de Joaquín Soler Serrano que arrel de la Riuada del Vallès Occidental del 1962 va emprendre una intensa campanya per recollir aliments, material divers i diners per ajudar les víctimes, recaptant 30 milions de pessetes. El 1963 creà el programa en català Radioscope, de Salvador Escamilla, des d'on s'emetien cançons de Joan Manuel Serrat i d'altres membres de la Nova Cançó. Posteriorment ha dedicat diversos espais a programes en català, i des d'aquesta emissora Joaquim Maria Puyal va emetre el primer partit de futbol en català després de la mort de Francisco Franco.
El 1991 va iniciar les emissions per la freqüència modulada, inicialment amb el nom de Ràdio Barcelona 2, utilitzant la freqüència que pertanyia a Ràdio Trafic (96.9 FM). Actualment forma part de la Cadena SER, englobada dins el Grupo Prisa, i produeix el programa La ventana, dirigit i presentat per Gemma Nierga, que s'emet a tota la Cadena SER.

## Butlletí setmanal de divulgació històrica de Barcelona
En els anys en què va ser director de l'Arxiu Històric de la Ciutat de Barcelona (AHCB), Agustí Duran i Sanpere va realitzar una notable tasca de divulgació de la història de la ciutat. Un bon exemple d'això va ser l'emissió per Ràdio Barcelona del butlletí setmanal Divulgació Històrica de Barcelona. Se'n van emetre mil quatre-cents vuitanta-vuit, entre els anys 1944 i 1973, i es van editar els programes més destacats, amb el títol Barcelona. Divulgació Històrica (14 volums, 1945-1974).
L'objectiu d'aquestes emissions era divulgar la història local i fer-la arribar a tots els ciutadans, a partir d'un mitjà, aleshores innovador, per difondre la cultura: la ràdio. L'any 1944, Ràdio Barcelona inicià aquests programes radiofònics a través dels quals es donaven a conèixer itineraris històrics, llegendaris i anecdòtics del passat de la ciutat. Aquesta activitat es va perllongar durant més de 30 anys, la qual cosa dona idea de l'interès despertat i l'èxit obtingut en aquell moment.
Per poder realitzar el projecte, el aleshores Institut Municipal d'Història va comptar amb la col·laboració de nombrosos i prestigiosos erudits, entre els quals hi havia el mateix Duran i Sanpere, Adolf Florensa, Armand de Fluvià, Josep Fontana, Martí de Riquer o Josep M. de Sagarra, els quals van elaborar una gran quantitat de textos al voltant de Barcelona i la seva història. El conjunt d'aquests textos ha esdevingut el fons del "Boletín de Divulgación Histórica" custodiat a l'AHCB.
Els documents d'aquest fons estan diferenciats entre «originals» —els textos lliurats pels mateixos autors, manuscrits o mecanografiats, a vegades amb notes i signatures—, i «programes", és a dir els guions emesos per Ràdio Barcelona, la major part dels quals es troben en dipòsit a la Facultat de Ciències de la Informació de la UAB, tot i que la propietat segueix sent de l'Arxiu Històric de la Ciutat de Barcelona.
Amb motiu de les emissions del butlletí Divulgació Històrica de Barcelona va néixer l'agrupació Amics de Barcelona Històrica i Monumental de la Unió de Radioients de Radio Barcelona, sota el patrocini de ràdio Barcelona i la direcció tècnica de l'Institut Municipal d'Història, a través de l'Arxiu Històric de la Ciutat de Barcelona.